# Rio Itupeva
Rio Itupeva är ett vattendrag i Brasilien.   Det ligger i delstaten São Paulo, i den sydöstra delen av landet, 700 km söder om huvudstaden Brasília.
Omgivningarna runt Rio Itupeva är en mosaik av jordbruksmark och naturlig växtlighet. Runt Rio Itupeva är det ganska tätbefolkat, med 90 invånare per kvadratkilometer.